# 닥터 슬립 (영화)
《닥터 슬립》(영어: Doctor Sleep)은 2019년 개봉한 미국의 심리 공포 영화이다. 마이크 플래너건이 감독과 각본을 맡았으며, 스티븐 킹의 동명 공포 소설이 영화의 원작이다. 스탠리 큐브릭 감독 영화 《샤이닝》 이후 미래에 일어나는 사건들을 다루는 작품이다.
닥터 슬립은 2019년 10월 21일 로스앤젤레스 리젠시 빌리지 극장에서 세계 초연을 가졌으며, 2019년 10월 31일 전 세계, 11월 8일 미국에서 극장 개봉되었다.

## 줄거리
어린 시절 오버룩 호텔에서 끔찍한 경험을 한 댄 토렌스는 자신의 '샤이닝' 능력을 노리는 유령들에게 시달린다. 그는 딕 할로란의 도움으로 유령들을 정신적인 '상자'에 가두는 법을 배우지만, 능력을 억누르기 위해 알코올에 의존하게 된다. 시간이 흘러 알코올 중독을 극복하고 호스피스에서 일하며 '닥터 슬립'이라는 별명을 얻은 댄은 자신보다 강력한 샤이닝 능력을 가진 소녀 아브라 스톤과 정신적인 연결을 맺는다.
한편, '트루 낫'이라는 사이킥 뱀파이어 컬트 집단은 샤이닝 능력을 가진 사람들을 고문하고 죽여 그들의 영적인 에너지를 흡수하며 연명한다. 리더인 로즈 더 햇은 점점 줄어드는 먹잇감에 고통스러워하던 중, 아브라의 엄청난 능력을 감지하고 그녀를 추적하기 시작한다. 아브라 역시 로즈와 연결되며 컬트의 존재를 알게 되고, 댄에게 도움을 요청한다.
댄은 친구 빌리와 아브라의 아버지 데이브와 함께 트루 낫을 막기 위한 계획을 세우고, 대부분의 컬트 멤버들을 제거하는 데 성공하지만, 빌리와 데이브는 죽고 아브라는 로즈의 동료인 크로우 대디에게 납치당한다. 댄은 아브라에게 빙의해 크로우 대디를 죽이지만, 로즈는 그들을 추격해온다.
댄은 아브라를 데리고 폐허가 된 오버룩 호텔로 향한다. 호텔은 로즈에게도 위험한 곳이기 때문이다. 댄은 호텔 보일러를 과열시켜 파괴하려고 시도하며, 잠시 자신의 아버지 유령과 마주하지만 술을 마시라는 유혹을 거절한다. 로즈가 도착하여 댄을 제압하지만, 댄은 봉인했던 오버룩의 유령들을 풀어준다. 유령들은 로즈에게 달라붙어 에너지를 흡수하고 댄에게 빙의하여 아브라를 죽이려 한다. 댄은 간신히 정신을 차리고 호텔이 폭발하기 전에 아브라를 탈출시킨다.
시간이 흐른 후, 아브라는 댄의 영혼과 대화하며 위로를 받고, 자신의 아버지 또한 잘 있다는 것을 확인한다. 마지막으로, 아브라는 오버룩의 유령을 자신의 정신적 상자에 가두며 영화는 마무리된다.

## 출연
- 이완 맥그리거 - 대니 토런스
- 레베카 페르구손 - 로즈 더 햇
- 카일리 커런/다코타 히크먼(아역) - 아브라 스톤
- 칼 럼블리 - 딕 핼러런
- 잔 매클라넌 - 크로 대디
- 에밀리 앨린 린드 - 스네이크바이트 앤디
- 브루스 그린우드 - 존 돌턴
- 조슬린 도너휴 - 루시 스톤
- 클리프 커티스 - 빌리 프리먼
- 로버트 롱스트리트 - 배리 더 청크
- 카럴 스트라위컨 - 플릭 할아버지
- 알렉스 에소 - 웬디 토런스
- 재커리 모모 - 데이브 스톤
- 제이컵 트람블레이 - 브래들리 트레버
- 헨리 토머스 - 바텐더